# Kulturbüro Rheinland-Pfalz

Logo des Kulturbüros

Das Kulturbüro Rheinland-Pfalz ist eine Dienstleistungseinrichtung für Interessierte aus den Bereichen Kunst, Kultur und Bildung. Seinen Sitz hat das Kulturbüro in Lahnstein, nachdem es aus Platzgründen 2012 aus der Kulturfabrik in Koblenz hatte ausziehen müssen.

## Allgemein
Das Kulturbüro Rheinland-Pfalz ist die Geschäftsstelle des Landesverbands Soziokultur & Kulturelle Bildung e.V., der als Dachverband zurzeit 34 soziokulturelle und kulturpädagogische Einrichtungen und Vereine im Land vertritt. Mit der Gründung des Kulturbüros Rheinland-Pfalz hat sich der Landesverband nicht nur eine Geschäftsstelle für die Verbandsarbeit geschaffen, sondern auch eine Dienstleistungseinrichtung, die mit ihren Beratungen, Seminaren und Projekten die Kulturschaffende, Schulen Künstler und FSJler des Landes unterstützt und als Kooperationspartner des Landes Rheinland-Pfalz auftritt, um den Auf- und Ausbau von Jugendkunstschulen im Land voranzutreiben. Organisiert ist das Kulturbüro unter den Dachverbänden Bundesvereinigung Kulturelle Kinder- und Jugendbildung (BKJ), der Bundesvereinigung Soziokulturelle Zentren e.V. und der Bundesvereinigung der Jugendkunstschulen und kulturpädagogischen Einrichtungen e.V. (BJKE).

## Träger
Nach der Landtagswahl 1991 gründete sich die Landesarbeitsgemeinschaft Soziokultur und Kulturpädagogik e.V. (LAG) als Interessenverbindung mehrerer kleiner soziokulturellen Zentren. Ziel war es, eine Interessenvertretung im Land zu schaffen, die auf politischer Ebene zum Wohl der Kultur in Rheinland-Pfalz Einfluss nehmen kann. Seit Ende 2023 tritt die LAG unter dem neuen Namen Landesverbandes Soziokultur & Kulturelle Bildung RLP e.V. auf.
Die ursprüngliche Bezeichnung der LAG beschränkte sich zunächst auf die Soziokultur. Erst im Jahr 2002 wurde der Titel des Vereins um den Begriff Kulturpädagogik erweitert „und damit ein neuer Schwerpunkt in ihrer Verbandsarbeit gesetzt.“ Das Aufgabenspektrum hat sich mittlerweile weit über eine reine Interessenvertretung hinaus entwickelt, die zum Großteil durch das Kulturbüro Rheinland-Pfalz, das als Geschäftsstelle der LAG gegründet wurde und angelegt ist, übernommen wird.

## Arbeitsfelder

### Lobbyarbeit
Als Geschäftsstelle der LAG unterstützt es die Arbeit dieser und setzt sich für die Stärkung der freien Kulturszene in Rheinland-Pfalz ein. Insbesondere aktuelle Kürzungen im Haushalt der Landesregierung, die zu Lasten der freien Kulturszene gehen und kleinere Kulturbetriebe in finanzielle Schwierigkeiten bringen werden, sind äußerst kritisch gesehen, da dies eine Schwächung der ländlichen Regionen von Rheinland-Pfalz zur Folge hat. Das Einsetzen für die freie Kulturszene in Rheinland-Pfalz auf politischer Ebene gehört daher zu den Aufgaben im Hintergrund, denen das Kulturbüro nachgeht.

### Freiwilliges Soziales Jahr
Als offizieller Träger des Freiwilligen Sozialen Jahres (FSJ) in den Bereichen Kultur, Ganztagsschule und Politik in Rheinland-Pfalz betreut das Kulturbüro jährlich knapp 350 junge Erwachsene zwischen 16 und 26 Jahren, die ihr Freiwilliges Soziales Jahr an Schulen, kulturellen und kommunalen Einrichtungen leisten. Die Aufgabe des Kulturbüros besteht darin, die Freiwilligen zu vermitteln und während des Jahres Ansprechpartner für FSJler und Einsatzstelle gleichermaßen zu sein.
Die Aufgabengebiete der Freiwilligen sind umfangreich und können nach persönlichen Vorlieben mitgestaltet werden. Sie reichen von einfachen Hausmeistertätigkeiten bis zu Hausaufgabenbetreuung an Ganztagsschulen.

### Deutsch-französischer Freiwilligendienst Kultur
Neben der Trägerschaft für das Freiwillige Soziale Jahr bietet das Kulturbüro Rheinland-Pfalz einen Freiwilligendienst in Frankreich an. Im Rahmen des Internationalen Freiwilligendienstes wird in Zusammenarbeit mit dem Haus Rheinland-Pfalz in Dijon ein deutsch-französischer Freiwilligendienst im Bereich Kultur angeboten. Deutsche Freiwillige können im Burgund und französische Freiwillige in Rheinland-Pfalz in einer Einsatzstelle arbeiten. Erstmals wird 2014 dieser Austausch von Freiwilligen angeboten.

### FSJ digital
Seit Herbst 2015 ist das Kulturbüro Träger des sogenannten „FSJ digital“, konzipiert als trägeroffene Zusatzqualifikation für Jugendliche, die schon ein FSJ leisten. Grundlage dieses neuen Projekts ist der Koalitionsvertrag der derzeitigen CDU/CSU/SPD-Regierung. Hier wird konkret davon gesprochen, dass Gemeinnützige Einrichtungen von den digitalen Fähigkeiten junger Menschen profitieren können und hierfür ein Modellprojekt FSJ digital initiiert werden soll. Das Konzept des Kulturbüros Rheinland-Pfalz sieht vor, dass sich alle rheinland-pfälzischen FSJler und deren Einsatzstelle unabhängig vom FSJ-Träger mit einem digitalen Projekt anmelden können. Das Kulturbüro Rheinland-Pfalz ist einer von zwei Trägern deutschlandweit, der den Zuschlag erhalten hat, ein "FSJ digital" als Modellprojekt durchzuführen. Am 25. Januar 2016 wurde das "FSJ digital" offiziell durch Bundesarbeitsministerin Andrea Nahles und Ministerpräsidentin Malu Dreyer eröffnet.

### Jugendkunstschulen
Seit 2008 unterstützt und berät das Kulturbüro das rheinland-pfälzische Ministerium für Bildung, Wissenschaft, Weiterbildung und Kultur im Auf- und Ausbau von Jugendkunstschulen. Das Ziel soll sein, Kindern und Jugendlichen einen außerschulischen Lernort zu geben, in dem sie mit Kunst und Kultur in Berührung kommen und selbst ausprobieren können. In diesem Zusammenhang führt das Kulturbüro jährlich für die Akteure der Kinder- und Jugendbildung einen Jugendkunstschultag Rheinland-Pfalz durch, der jeweils einem Themenschwerpunkt unterliegt. Die generelle Aufgabe des Kulturbüros beim Auf- und Ausbau der Jugendkunstschulen besteht darin, Bindeglied zwischen Ministerium und Kunsteinrichtung zu sein und beiden beratend zur Seite zu stehen, um strukturelle und finanzielle Widrigkeiten zu überwinden. Hierfür dienen auch die Jugendkunstschultage, bei denen meist Themen diskutiert werden, die aus dem Alltag der Jugendkunstschulen stammen. Besonders wichtig hierbei ist auch das gegenseitige Kennenlernen der einzelnen Verantwortlichen in den Jugendkunstschulen.
1. Jugendkunstschultag: 2008, Thema: Vernetzung und Austausch von Informationen
2. Jugendkunstschultag: 2009, Thema: Interessenvertretung vor Ort – Unterstützung Gewinnen
3. Jugendkunstschultag: 2010, Thema: Ich habe gar nicht gemerkt, dass ich was lerne'…
4. Jugendkunstschultag: 2011, Thema: Gemeinsam geht's voran
5. Jugendkunstschultag: 2012, Thema: Marke Jugendkunstschule
6. Jugendkunstschultag: 2013, Thema: Wahrnehmungswandel durch digitale Lebenswelten
7. Jugendkunstschultag: 2014, Thema: Warum brauchen wir Jugendkunstschulen? – Außerschulische kulturelle Bildung in Zeiten des Ganztagsschulausbaus
8. Jugendkunstschultag: 2015, Thema: Wie viel Kunst steckt in Jugendkunstschulen?
9. Jugendkunstschultag: 2016, Thema: Zielgruppe Jugend? Strategien, Formate & Angebote
10. Jugendkunstschultag: 2017, Thema: Mythen kultureller Bildung
11. Jugendkunstschultag: 2018, Thema: Zwischen Anspruch und Wirklichkeit: Kulturelle Bildung für alle?!
12. Jugendkunstschultag: 2023, Thema: Kulturelle Bildung und Schule - Gelingensfaktoren zur nachhaltigen Verankerung[12]

### Projektleitung Generation K - Kultur trifft Schule
Von 2017 bis 2022 übernahm das Kulturbüro Rheinland-Pfalz die Leitung für neue Projekt GenerationK – Kultur trifft Schule. In Kooperation mit den rheinland-pfälzischen Ministerien für Bildung sowie für Wissenschaft, Weiterbildung und Kultur und der Stiftung Mercator wurde das auf fünf Jahre angelegte Projekt begleitet. Ziel des Projekts war die Etablierung der kulturellen Bildung als gleichwertiger Teil der allgemeinen Schulausbildung. Im Rahmenprogramm Kreativpotentiale der Stiftung Mercator wurde GenerationK – Kultur trifft Schule mit 700.000 € gefördert. 500.000 € wurden von den beiden rheinland-pfälzischen Ministerien beigesteuert. Neben der Projektleitung durch das Kulturbüro wurde GenerationK – Kultur trifft Schule durch eine Servicestelle Kulturelle Bildung getragen.

### Festivalstern Jugendtheater
Ein klassisches soziokulturelles Projekt stellt der Festivalstern Jugendtheater des Kulturbüros dar. Er vereint die drei Arbeitsfelder Jugendkulturarbeit, Kooperation und theaterpädagogische Arbeit und bietet so Kindern und Jugendlichen eine ausgewogenen Mischung aus jugendspezifischen und gesellschaftskritischen Themen. Der Festivalstern Jugendtheater ist seit 1994 fester Bestandteil des Kultursommers Rheinland-Pfalz und erfreut sich durch zunehmende Beteiligung von rheinland-pfälzischen Schulen auch wachsendem Zuspruch. Im Selbstverständnis des Kulturbüros steht neben dem Heranführen von Jugendlichen an das Thema Theater auch der Netzwerkgedanke zwischen Künstlern und Veranstaltern im Zentrum der Arbeit. Dies spiegelt sich auch in der Organisation des Festivalsterns wider. Zwischen Mai und Oktober reisen Theatergruppen durch Rheinland-Pfalz, um an unterschiedlichen Theatern Jugendlichen ihr Programm zu zeigen und dadurch auch mit unterschiedlichen Veranstaltern in Kontakt zu kommen. Der Festivalstern Jugendtheater ging 2015 im Kinder- und Jugendtheater echt jetzt! auf.

### Jugendtheaterfestival impuls!v
Alle zwei Jahre organisiert das Kulturbüro Rheinland-Pfalz als Kooperationspartner des Theaters Koblenz das Jugendtheaterfestival impuls!v. Es soll der Lebenswelt junger Menschen gerecht werden und durch eine Vielfältigkeit unterschiedlicher Arbeitsmethoden des Jugendtheaters der heimischen Szene Anregungen bieten. Anders als der Festivalstern Jugendtheater, der sich an junge Menschen als Zuschauer richtet, soll das Jugendtheaterfestival impuls!v junge Akteure und andere Schauspielinteressierte ansprechen, um ihnen die Möglichkeit des Austausches und der Weiterentwicklung zu geben. 2014 fand das Jugendtheaterfestival impuls!v zum letzten Mal statt.

### Kinder- und Jugendtheater echt jetzt!
Seit 2015 organisiert in Rheinland-Pfalz das Kulturbüro Rheinland-Pfalz zusammen mit dem Kultursommer Rheinland-Pfalz das Kinder- und Jugendtheaterfestival echt jetzt! Das neue Format ist aus den Festivalsternen Jugendtheater des Kulturbüros und Figurentheater des Kultursommers Rheinland-Pfalz entstanden. Bei echt jetzt! Handelt es sich um eine Gastspielförderung, bei der freie und kommunale Veranstalter in Rheinland-Pfalz eine Unterstützung für eine Kinder- oder Jugendtheaterproduktion eines professionellen Ensembles beantragen können.

### Kultur & Management
Mit dieser Fortbildungsreihe im Bereich Kulturmanagement richtet sich das Kulturbüro Rheinland-Pfalz Kulturschaffende, d. h. Mitarbeiter aus Kultureinrichtungen, -zentren, -ämtern,-büros, – vereinen, -initiativen, Mitarbeiterinnen von Theatern, Festivalveranstaltern, Kleinkunstbühnen etc., aber genauso an Künstler und Künstlerinnen. Es soll diesem Personenkreis die Möglichkeit geboten werden, sich in entscheidenden Aspekten, die für das erfolgreiche Betreiben eines Kultur- oder Kunstbetriebes notwendig sind, fortzubilden. Damit soll ein weiterer Baustein geleistet werden, um die freie Kunstszene in Rheinland-Pfalz zu stärken und den kleinen Kunst- und Kulturbetrieben ein Handwerkszeug an die Hand zu geben, um sich in der Kunst- und Kulturszene in Rheinland-Pfalz zu behaupten.

### Mentoring für Bildende Künstlerinnen
Mit dem Projekt Mentoring für Bildende Künstlerinnen hat das Kulturbüro Rheinland-Pfalz 2004 eine Initiative gestartet, Bildende Künstlerinnen zu vernetzen und Berufseinsteigern die ersten Schritte zu erleichtern. Bereits in den 1990er Jahren zeichnete sich in den durchgeführten Frauenkonferenzen des rheinland-pfälzischen Ministeriums für Bildung, Frauen und Jugend eine anhaltende Nachfrage nach Qualifizierungsmaßnahmen für Frauen in künstlerischen Berufen ab. Seit dem Beginn des Projekts arbeiten zwei Künstlerinnen – eine Berufseinsteigerin und eine erfahrene Mentorin – im sog. Tandemverfahren zusammen und werden Teil des Gesamtnetzwerks von Künstlerinnen, das im Lauf der Zeit aufgebaut wurde.

## Jubiläen
Am 15. Juni 2013 wurde das 20-jährige-Jubiläum des Kulturbüros Rheinland-Pfalz unter Anwesenheit von Presse und Öffentlichkeit in der Kulturfabrik (Koblenz) gefeiert. Beim Festakt wurde noch einmal deutlich gemacht: „Vom Start 1993 an war das Kulturbüro nicht nur Geschäftsstelle und Interessen-Koordinator der LAG mit ihren heute 24 Mitgliedsinstitutionen von der Südpfalz bis in den Oberwesterwald.“
Anlässlich des 50-jährigen Bestehens des FSJ-Gesetzes wurde am 6. September 2014 auf dem RPR1. Rheinland-Pfalz Open Air unter dem Motto „FSJ erleben“ das Freiwillige Soziale Jahr durch die verschiedenen rheinland-pfälzischen Träger vorgestellt. Sowohl in der Planung als auch in der Durchführung war das Kulturbüro als Sprecher der rheinland-pfälzischen FSJ-Träger eingebunden.